# Egis Körmend
Az Egis Körmend Körmend városának háromszoros magyar bajnok és hétszeres kupagyőztes férfi kosárlabdacsapata.

## Története

### Körmend a nemzetközi kupákban

#### EuroCup
A sorozat 1996-ban (újra) átalakult. Európa-kupa lett a neve, és a korábban megálmodott szisztéma, miszerint a kupagyőztesek indulnak itt, felborult. Ráadásul nem voltak selejtezők, egyből a hatfős csoportokba sorolták a csapatokat. Ez nagyon komoly mértékben megnövelte a költségeket (ne feledjük: még messze volt az EU-tagság, és még nem voltak fapados járatok), ugyanakkor korábban elérhetetlen magaslatok nyíltak meg, hiszen Európa ha nem is közvetlen elitje, de krémje jöhetett a kisváros nagy csapatához a kontinens második számú versengésében.
Az első ilyen évben az öt csoportellenfél a következők voltak: a grúz Vita Tbiliszi, a jugoszláv (montenegrói) Buducnost Podgorica, az angol London Towers, a török Türk Telekom és az olasz Mash Verona. A szerencsések fantasztikus mérkőzéseket láthattak hazai pályán. Két hosszabbításos győzelem (a Verona és a Podgorica ellen), egy ötpontos győzelem (a Towers ellen), egy fantasztikus diadal a Türk Telekom ellen, és egy sima visszavágás (az első fordulós egypontos vereségért) a Tbiliszi ellen. Idegenben „csupán” a Buducnost hódolt be, de a hazai pálya erejének köszönhetően a harmadik helyen továbbjutottak a H csoportból. Így a G csoport második helyén végző TDK Manresa következett. A hazai pályán szerzett hatpontos előny (83-77) nem tartott ki (79-89), de közel voltak a bravúrhoz.
1997-ben, újfent kupagyőztesként már nem egyedüli magyarként szerepeltek a csoportkörben, hiszen az utolsó fővárosi bajnok Honvéd is elindult. Állva azonban csak a Körmend maradt a 10 meccs után! Amíg Honvéd két győzelemig jutott, ők újra hatig, ezzel újfent a harmadik helyen jutottak tovább. Az ellenfelek ekkor: a bosnyák Tuzla, a portugál Telecom Lisboa, a német Bayer Leverkusen, a belga Oostende és az olasz Polti Cantú. Az itáliaiak az első fordulóban elvették az évekig tartó hazai veretlenséget, de a többi csapat már nem győzhetett Körmenden. A bosnyák és a portugál kirándulás is győzelmet eredményezett. Mivel ekkor a G csoportban szerepeltek, most a H csoport másodikja várt rájuk. Nem lehet mást mondani, minthogy újfent egy elitgárda érkezett Körmendre az egyenes kiesés szakaszban. Az Avtodor Szaratovot olyan játékosok erősítették, akik az orosz (Pashutyinék) vagy a litván (a később Pakson is megforduló Lukminas, vagy Európa akkor egyik legjobb centere, Einikis) válogatottal olimpián, vb-n és Eb-n szerepeltek. A rendkívül izgalmas körmendi meccsen 85-83-ra nyertek a vendégek – a visszavágón már nem volt esély, 99-76 a vége az oroszok javára. A Szaratov az elődöntőig menetelt.

#### Saporta-kupa, EuroChallenge
A sorozat 1998-ban Saporta-kupa néven folytatódott, és további változtatások nélkül érte el 2002-ben a vég. Az új név nem hozott szerencsét, mivel először esett ki a csapat a csoportkörből. Az E csoportot rajtuk kívül a bosnyák Bosna Sarajevo, a litván Lietuvos Rytas, a belga Charleroi, az izraeli Hapoel Jerusalem és a török Tofas Bursa alkotta. Pedig jól indult… A csoportot végül megnyerő és a negyeddöntőig jutó török elitgárdát az első fordulóban 83-72-re verték Körmenden. A Tofas Bursa legponterősebb játékosa egy bizonyos David Lee Rivers volt, aki másfél évvel korábban az Euroliga-döntőben magasan a legtöbb pontot dobva (26) a mezőnyből, győzelemre vezette az Olympiakoszt a Barcelona ellen. Egy ilyen játékos indulhatott haza vereséggel Körmendről… Ezután  már csak a Bosna Sarajevót tudták megverni itthon, így két győzelem mellé 8 vereség jutott és a csoport ötödik helye.
1998 egy nagyon szép életszakasz végét jelentette a körmendi kosárlabdában. 1987-től kezdve 12 szezonon át 8 bajnoki vagy kupadiadalt ünnepelhetett a piros-fekete közönség. Mind a nyolc után indultak a nemzetközi kupákban, ezen felül 1991-ben és 1992-ben a Koracs-kupában is. Kilenc év megszakítás nélküli szereplés…
Legközelebb 2003-ban került szóba a lehetséges kupaindulás, mivel ekkor a csapat megszerezte a harmadik bajnoki címét. Aztán a sorsolás előtti napokban derült ki, mégsem lépnek ki a nemzetközi porondra. Az ok egyértelmű: anyagi problémák. Ebben az évtizedben erre hivatkozva sorra mondták le az indulást a magyar csapatok.
Hogy mégsem 1998 az utolsó jegyzett évszám ebben a témakörben, arról a 10 évvel későbbi EuroChallenge-indulás tehet. Két selejtezőkör vezetett a főtáblára – de már az első a végállomást is jelentette. A holland Eiffel Towers Den Bosch mindkét mérkőzést megnyerte (otthon 71-88, idegenben 100-113).

## Eredmények
| Évad      | Név                 | Helyezés |
| 1976      | Körmendi FMTE       | 8.       |
| 1978      | Körmendi Dózsa FMTE | 10.      |
| 1978      | Körmendi Dózsa FMTE | 5.       |
| 1979      | Körmendi Dózsa FMTE | 6.       |
| 1980–1981 | Körmendi Dózsa FMTE | 11.      |
| 1981–1982 | Körmendi Dózsa MTE  | 9.       |
| 1982–1983 | Körmendi Dózsa MTE  | 7.       |
| 1983–1984 | Körmendi Dózsa MTE  | 4.       |
| 1984–1985 | Körmendi Dózsa MTE  | 3.       |
| 1985–1986 | Körmendi Dózsa MTE  | 5.       |
| 1986–1987 | Körmendi Dózsa MTE  | 1.       |
| 1987–1988 | Körmendi Dózsa MTE  | 5.       |
| 1988–1989 | Körmendi Dózsa MTE  | 6.       |
| 1989–1990 | Körmendi Dózsa MTE  | 2.       |
| 1990–1991 | Körmend-Hunor       | 4.       |
| 1991–1992 | Körmend-Hunor       | 2.       |
| 1992–1993 | Körmendi KC         | 4.       |
| 1993–1994 | Körmendi KC         | 3.       |
| 1994–1995 | Marc-Körmend        | 4.       |
| 1995–1996 | Marc-Körmend        | 1.       |
| 1996–1997 | Marc-Körmend        | 2.       |
| 1997–1998 | Marc-Körmend        | 4.       |
| 1998–1999 | Marc-Körmend        | 5.       |
| 1999–2000 | Marc-Körmend        | 4.       |
| 2000–2001 | Marc-Körmend        | 3.       |

| Évad      | Név                       | Helyezés     |
| 2001–2002 | Marc-Körmend              | 2.           |
| 2002–2003 | Marc-Körmend              | 1.           |
| 2003–2004 | Marc-Körmend              | 5.           |
| 2004–2005 | Marc-Körmend              | 9.           |
| 2005–2006 | Lami-Véd Körmend          | 3.           |
| 2006–2007 | Lami-Véd Körmend          | 2.           |
| 2007–2008 | Polaroid Lami-Véd Körmend | 2.           |
| 2008–2009 | Polaroid Lami-Véd Körmend | 10.          |
| 2009–2010 | MJUS-Fortress Körmend     | 3.           |
| 2010–2011 | MJUS-Fortress Körmend     | 3.           |
| 2011–2012 | Fortress Lami-Véd Körmend | 4.           |
| 2012–2013 | Lami-Véd Körmend          | 6.           |
| 2013–2014 | Egis Körmend              | 8.           |
| 2014–2015 | Egis Körmend              | 10.          |
| 2015–2016 | Egis Körmend              | 3.           |
| 2016–2017 | Egis Körmend              | 4.           |
| 2017–2018 | Egis Körmend              | 4.           |
| 2018–2019 | Egis Körmend              | 2.           |
| 2019-2020 | Egis Körmend              | félbeszakadt |
| 2020-2021 | Egis Körmend              | 7.           |
| 2021-2022 | Egis Körmend              | 2.           |
| 2022-2023 | Egis Körmend              | 3.           |
| 2023-2024 | Egis Körmend              | folyamatban  |

### Magyar bajnokság
Magyar bajnok: 3 (1986–1987, 1995–1996, 2002–2003,2023-2024)
Ezüstérmes: 8 (1989–1990, 1991–1992, 1996–1997, 2001–2002, 2006–2007, 2007–2008, 2018–2019, 2021–2022)
Bronzérmes: 8 (1984–1985, 1993–1994, 2000–2001, 2005–2006, 2009–2010, 2010–2011, 2015–2016, 2022–2023)

### Magyar kupa
Kupagyőztes: 7 (1990, 1993, 1994, 1995, 1997, 1998, 2016)
Ezüstérmes: 2 (1999, 2007)
Bronzérmes: 7 (1989, 1992, 1996, 2003, 2008, 2009, 2012)

## Hírességek

### A bajnokcsapatok tagjai
1986/87: Bebes István, Érsek István, Fodor Péter, Fodor Sándor, Hódi László, Kardos László, Molnár László, Németh István (id.),  Szalay György, Szendrey Sándor, Zsebe Ferenc. Edző: Patonay Imre
1995/96: Czigler László, Charles Edmonson , Csaplár-Nagy Ervin, Érsek István, Fodor Gergely, Gráczer Zsolt, Hencsey Tamás, Mogyorósy Szilárd, Samir Mujanović , Pojbics Szabolcs, Szájer József, Trummer Rudolf, Zsebe Ferenc. Edző: Patonay Imre, Fodor Péter
2002/03: Bacsa Péter, Christopher Clay , Ferencz Csaba, Grebenár Péter, 
Rylan Hainje , Keresztes Rafael, Kutasi Gergely, Lóránt Péter, Samir Mujanovics, Németh István (ifj.), Andry Sola , Szlávik Mátyás, Denis Toroman , David Toya , Trummer Rudolf. Edző: Zsebe Ferenc, Sabáli Balázs

### Hírességek csarnoka
Első alkalommal hatan kerültek be a Körmendi Hírességek Csarnokába, melynek avatása 2006. március 18-án a "30 éve az NB I-ben" elnevezésű kosárlabda gálán volt:
Játékosok: Harry Bell, ifj. Németh István, Szlávik Csaba, Zsebe Ferenc
Edzők: Dr. Kristóf László, Patonay Imre
| Előző bajnok: Bp. Honvéd | Kosárlabda magyar bajnok 1986/87 |  | Következő bajnok: Zalaegerszegi TE |

| Előző bajnok: Danone-Honvéd | Kosárlabda magyar bajnok 1995/96 |  | Következő bajnok: Danone-Honvéd |

| Előző bajnok: Atomerőmű SE | Kosárlabda magyar bajnok 2002/03 |  | Következő bajnok: Kaposvári KK |

## Jelenlegi játékosok
Utolsó módosítás: 2023. szeptember 28.
| Játékosok | Edzők |        |       |          |                               |                          |
| \| Mezszám \| Név \| Ország \| Poszt \| Magasság \| Életkor \| Korábbi csapat \| \| ------- \| ----------------- \| ------ \| ----- \| -------- \| ----------------------------- \| ------------------------ \| \| 0 \| Geröly Márton \| \| 3-4 \| 198 cm \| 2004. \| Utánpótlásból került fel \| \| 1 \| Sage Tolbert \| \| 4-5 \| 203 cm \| 1999. július 16. (25 éves) \| San José State (NCAA) \| \| 3 \| Takács Kristóf \| \| 3 \| 188 cm \| 2002. november 30. (22 éves) \| Utánpótlásból került fel \| \| 6 \| Myles Carter \| \| 5 \| 206 cm \| 1997. május 15. (27 éves) \| 2B Control Trapani \| \| 7 \| Durázi Krisztofer \| \| 4 \| 201 cm \| 1998. október 13. (26 éves) \| ZTE KK \| \| 8 \| Doktor Péter \| \| 1-2 \| 190 cm \| 1998. március 23. (26 éves) \| PVSK \| \| 9 \| Kiss Mátyás \| \| 1-2 \| 191 cm \| 2001. július 3. (23 éves) \| Utánpótlásból került fel \| \| 10 \| Herczeg Kristóf \| \| 1-2 \| 183 cm \| 2003. június 16. (21 éves) \| Utánpótlásból került fel \| \| 13 \| Nikola Djogo \| \| 3-4 \| 203 cm \| 1997. június 4. (27 éves) \| KK Split \| \| 15 \| Ferencz Csaba \| \| 3 \| 196 cm \| 1985. május 24. (39 éves) \| Utánpótlásból került fel \| \| 16 \| Schmera Gergely \| \| 4 \| 199 cm \| 2004. május 6. (20 éves) \| NKA Pécs \| \| 24 \| Malik Morgan \| \| 2 \| 193 cm \| 1994. január 31. (31 éves) \| BK NH Ostrava \| \| 52 \| Anton Cook \| \| 1-2 \| 188 cm \| 1995. augusztus 26. (29 éves) \| Boras Basket \| | Vezetőedző Kocsis Tamás Edző(k) Németh Levente Megjegyzés, jelmagyarázatA dőlttel szedett játékosok az U23-as szabálynak megfelelnek. A vastagon szedettek válogatott játékosok. |        |       |          |                               |                          |
| Mezszám | Név | Ország | Poszt | Magasság | Életkor                       | Korábbi csapat           |
| 0 | Geröly Márton | magyar | 3-4   | 198 cm   | 2004.                         | Utánpótlásból került fel |
| 1 | Sage Tolbert | USA    | 4-5   | 203 cm   | 1999. július 16. (25 éves)    | San José State (NCAA)    |
| 3 | Takács Kristóf | magyar | 3     | 188 cm   | 2002. november 30. (22 éves)  | Utánpótlásból került fel |
| 6 | Myles Carter | USA    | 5     | 206 cm   | 1997. május 15. (27 éves)     | 2B Control Trapani       |
| 7 | Durázi Krisztofer | magyar | 4     | 201 cm   | 1998. október 13. (26 éves)   | ZTE KK                   |
| 8 | Doktor Péter | magyar | 1-2   | 190 cm   | 1998. március 23. (26 éves)   | PVSK                     |
| 9 | Kiss Mátyás | magyar | 1-2   | 191 cm   | 2001. július 3. (23 éves)     | Utánpótlásból került fel |
| 10 | Herczeg Kristóf | magyar | 1-2   | 183 cm   | 2003. június 16. (21 éves)    | Utánpótlásból került fel |
| 13 | Nikola Djogo | Kanada | 3-4   | 203 cm   | 1997. június 4. (27 éves)     | KK Split                 |
| 15 | Ferencz Csaba | magyar | 3     | 196 cm   | 1985. május 24. (39 éves)     | Utánpótlásból került fel |
| 16 | Schmera Gergely | magyar | 4     | 199 cm   | 2004. május 6. (20 éves)      | NKA Pécs                 |
| 24 | Malik Morgan | USA    | 2     | 193 cm   | 1994. január 31. (31 éves)    | BK NH Ostrava            |
| 52 | Anton Cook | USA    | 1-2   | 188 cm   | 1995. augusztus 26. (29 éves) | Boras Basket             |

| Mezszám | Név               | Ország | Poszt | Magasság | Életkor                       | Korábbi csapat           |
| ------- | ----------------- | ------ | ----- | -------- | ----------------------------- | ------------------------ |
| 0       | Geröly Márton     | magyar | 3-4   | 198 cm   | 2004.                         | Utánpótlásból került fel |
| 1       | Sage Tolbert      | USA    | 4-5   | 203 cm   | 1999. július 16. (25 éves)    | San José State (NCAA)    |
| 3       | Takács Kristóf    | magyar | 3     | 188 cm   | 2002. november 30. (22 éves)  | Utánpótlásból került fel |
| 6       | Myles Carter      | USA    | 5     | 206 cm   | 1997. május 15. (27 éves)     | 2B Control Trapani       |
| 7       | Durázi Krisztofer | magyar | 4     | 201 cm   | 1998. október 13. (26 éves)   | ZTE KK                   |
| 8       | Doktor Péter      | magyar | 1-2   | 190 cm   | 1998. március 23. (26 éves)   | PVSK                     |
| 9       | Kiss Mátyás       | magyar | 1-2   | 191 cm   | 2001. július 3. (23 éves)     | Utánpótlásból került fel |
| 10      | Herczeg Kristóf   | magyar | 1-2   | 183 cm   | 2003. június 16. (21 éves)    | Utánpótlásból került fel |
| 13      | Nikola Djogo      | Kanada | 3-4   | 203 cm   | 1997. június 4. (27 éves)     | KK Split                 |
| 15      | Ferencz Csaba     | magyar | 3     | 196 cm   | 1985. május 24. (39 éves)     | Utánpótlásból került fel |
| 16      | Schmera Gergely   | magyar | 4     | 199 cm   | 2004. május 6. (20 éves)      | NKA Pécs                 |
| 24      | Malik Morgan      | USA    | 2     | 193 cm   | 1994. január 31. (31 éves)    | BK NH Ostrava            |
| 52      | Anton Cook        | USA    | 1-2   | 188 cm   | 1995. augusztus 26. (29 éves) | Boras Basket             |